# Лукач, Нермина
Нермина Лукач (швед. Nermina Lukac; род. 5 января 1990 года) — шведская актриса черногорского происхождения. Получила известность после исполнения главной роли в фильме «Ешь Спи Умри» (2012).

## Биография
Нермина Лукач родилась 5 января 1990 года в Черногории. В 1992 году вместе с семьёй иммигрировала в Швецию. Детство провела в Мункедале и Асторпе. Затем переехала в Хельсингборг.
Она получила специальность «педагог» и до начала своей карьеры в кино работала на базе отдыха в Квидинге.
В 2012 году сыграла главную роль в фильме «Ешь Спи Умри», за которую получила шесть различных международных кинопремий.
В 2015 году снялась в фильме «Прокурор, защитник, отец и его сын».
В настоящее время работает менеджером в одной из компаний в Хельсингборге. В одном из интервью она подчеркнула, что «актёрское мастерство никогда не было тем, к чему она стремилась».

## Фильмография
| Год  |   | Русское название                   | Оригинальное название                                | Роль |
| ---- | - | ---------------------------------- | ---------------------------------------------------- | ---- |
| 2012 | ф | Ешь Спи Умри                       | Äta sova dö                                          | Раса |
| 2015 | ф | Прокурор, защитник, отец и его сын | The Prosecutor, the Defender, the Father and His Son | Ясна |

## Награды и номинации
| Год  | Награда                                  | Категория                    | Работа       | Результат |
| ---- | ---------------------------------------- | ---------------------------- | ------------ | --------- |
| 2012 | Amiens International Film Festival       | Лучшая актриса               | Ешь Спи Умри | Победа    |
| 2012 | Seville European Film Festival           | Лучшая актриса               | Ешь Спи Умри | Победа    |
| 2012 | Международный кинофестиваль в Стокгольме | Восходящая звезда            | Ешь Спи Умри | Победа    |
| 2013 | Берлинский кинофестиваль                 | EFP Shooting Star            | Ешь Спи Умри | Победа    |
| 2013 | Золотой петух                            | Лучшая международная актриса | Ешь Спи Умри | Победа    |
| 2013 | Золотой жук                              | Лучшая женская роль          | Ешь Спи Умри | Победа    |